# Dichlor heptoxide
Dichlor heptoxide là oxide có công thức hóa học Cl2O7, tác dụng với nước tạo thành acid perchloric. Dichlor heptoxide ở nhiệt độ thường là một chất lỏng.

## Tính chất
Dichlor heptoxide là Oxide acid, hydroxide của nó là acid perchloric. Dung dịch không màu này là một acid rất mạnh so với acid sunfuric và acid nitric, và cũng là một chất oxy hóa mạnh. Tính chất của Oxide acid đều thể hiện rõ nét ở Cl2O7 (tác dụng nhanh, mạnh và tỏa nhiều nhiệt khi tác dụng với oxide base, base, muối của các acid khác). Ví dụ:
Cl2O7 + CaO → Ca(ClO4)2
Cl2O7 + 2KOH → 2KClO4 + H2O
Cl2O7 + 2CH3COOK → 2KClO4 + 2CH3COOH

## Điều chế
Dichlor heptoxide được điều chế bằng cách khử nước trong acid perchloric:
2HClO4 + P4O10 → Cl2O7 + H2P4O11
Ngoài ra, dichlor heptoxide còn được điều chế bằng cách nhiệt phân acid perchloric:
2HClO4  →  Cl2O7  +  H2O